# Karl-Heinz Saxowski
Karl-Heinz Saxowski (* 13. September 1918 in Paderborn; † 9. April 1981 ebenda) war ein deutscher Politiker (SPD).

## Leben und Beruf
Nach dem Besuch der Volks- und der Oberrealschule wurde Saxowski 1937 zur Wehrmacht eingezogen. Er nahm von 1939 bis 1945 als Soldat am Zweiten Weltkrieg teil, wurde bei der Infanterie eingesetzt und zweimal verwundet. Bei Kriegsende geriet er in sowjetische Gefangenschaft, aus der er 1947 entlassen wurde.
Saxowski trat 1947 in den Dienst der Stadtverwaltung von Paderborn ein und arbeitete dort als Stadtinspektor bei der Finanz- und Steuerverwaltung. 1956 und 1958 bestand er bei der Verwaltungs- und Sparkassenschule Hellweg-Sauerland in Soest die Prüfungen für den mittleren und gehobenen Verwaltungsdienst. Als Mitglied der ÖTV, der er sich 1949 angeschlossen hatte, war er Vorsitzender des Personalrates der Stadtverwaltung sowie des Teilpersonalrates der Stadtwerke Paderborn.

## Partei
Saxowski trat 1948 in die SPD ein und war später stellvertretender Vorsitzender des SPD-Unterbezirks Paderborn-Büren.

## Abgeordneter
Saxowski war von 1961 bis 1980 Mitglied des Deutschen Bundestages. Er war stets über die Landesliste Nordrhein-Westfalen ins Parlament eingezogen.